# Arnold Cooke
Répertoire
opéras, symphonies, ballets, œuvres pour piano, œuvres pour orgue, musique de chambre
Arnold Atkinson Cooke (né le 4 novembre 1906 à Gomersal (en) – mort le 13 août 2005 à Five Oak Green) est un compositeur britannique.

## Biographie
À Berlin, il apprend la composition et le piano avec Paul Hindemith.

## Œuvres
Opéras
- Mary Barton
- The Invisible Duke

Ballet
- Jabez and the Devil, op. 50 (1959)

Musique orchestrale
- Concerto pour piano, op.11 (1940)
- Symphonie no 1 (1947)
- Concerto en ré majeur pour orchestre à cordes (1948)
- Concerto pour hautbois et orchestre à cordes (1954)
- Concerto no 1 pour clarinette (1956)
- Concerto for Treble Recorder and string orchestra (1957)
- Concerto pour violon (1958)
- Concerto pour petit orchestre, op.48 (1960)
- Symphonie no 2 (1963)
- Variations on a Theme of Dufay (1966)
- Symphonie no 3 (1967)
- Cello Concerto (1973)
- Symphonie no 4 (1974)
- Symphonie no 5 (1979)
- Concerto no 2 pour clarinette (1982)
- Symphonie no 6 (1984)
- Concerto pour Orchestre (1986)

Musique de chambre
- Octet, op. 1 (1931)
- Quintet pour harpe, op. 2 (1932)
- Duo pour violon et alto (1935)
- Quatuor à cordes no 1 (1935)
- Quatuor pour flûte (1936)
- Sonate pour alto et piano (1936–1937)
- Quatuor pour hautbois et cordes (1948)
- Rondo en si bémol pour cor et piano (publié en 1950)
- Sonate no 2 pour violon et piano (1951)
- Sinfonietta pour onze instruments, op. 31 (1954)
- Petite Suite pour flûte et alto (1957)
- Sonate pour clarinette et piano (1959)
- Suite pour flûte à bec alto et piano (1961)
- Quintet pour clarinette (1962)
- Quartet-Sonate pour flûte à bec, violon, violoncelle et clavecin (1964–1965)
- Thème et Variations pour flûte à bec seule, op. 65 (1966)
- Sonate no 2 pour violoncelle et piano (1980)
- Sonatina pour flûte alto et piano (1985)

Piano
- Sonate pour deux pianos, op. 8 (1936–37)
- Sonate pour piano no 1 (1938)
- Suite en do majeur (1943, rév. 1963)
- Sonate pour piano no 2 (1965)

Orgue
- Prélude, Intermezzo et Finale (1962)
- Fantasia, op. 60 (1964)
- Toccata and Aria, op. 70 (1966)
- Impromptu (1966)
- Fugal Adventures (1967)
- Suite (1989)